# Lunde Herred

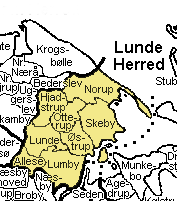
Lunde Herred

Lunde Herred was een herred in het voormalige Odense Amt in Denemarken. Lunde wordt in Kong Valdemars Jordebog vermeld als Lundæhæreth. In 1970 ging het gebied op in de nieuwe provincie Funen

## Parochies
Lunde was verdeeld in acht parochies. Alle parochies maken deel uit van het bisdom Funen
- Allesø
- Hjadstrup
- Lumby
- Lunde
- Norup
- Otterup
- Skeby
- Østrup